# Kings Dominion
Koordinaten: 37° 50′ 24″ N, 77° 26′ 42″ W
Kings Dominion ist ein Freizeitpark im US-amerikanischen Bundesstaat Virginia. Der am 3. Mai 1975 eröffnete Park wurde 1993 von Paramount aufgekauft und in Paramount's Kings Dominion umbenannt. 2006 übernahm Cedar Fair Entertainment Company den Park und nannte ihn wieder in Kings Dominion um.

## Liste der Achterbahnen

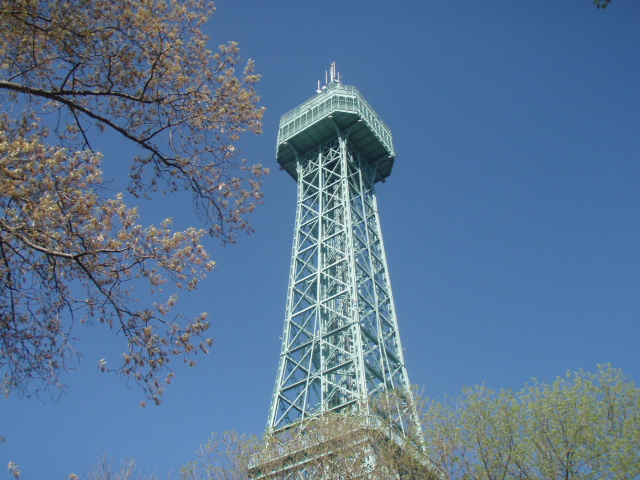
Der nachgebaute Eiffelturm im Kings Dominion

### Bestehende Achterbahnen
| Name                                                          | Typ                                   | Hersteller                     | Eröffnungsjahr | Weblinks |
| ------------------------------------------------------------- | ------------------------------------- | ------------------------------ | -------------- | -------- |
| Apple Zapple                                                  | Wilde Maus                            | Mack Rides                     | 2002           |          |
| Back Lot Stunt Coaster                                        | Launched Coaster                      | Premier Rides                  | 2006           |          |
| Dominator                                                     | Floorless Coaster                     | Bolliger & Mabillard           | 2008           |          |
| Flight of Fear                                                | Launched Coaster, Dunkelachterbahn    | Premier Rides                  | 1996           |          |
| Great Pumpkin Coaster                                         | Familienachterbahn                    | E&F Miler Industries           | 1997           |          |
| Grizzly                                                       | Holzachterbahn                        | unbekannt                      | 1982           |          |
| Pantherian Project 305 (2024) Intimidator 305 (2010 bis 2023) | Giga Coaster                          | Intamin                        | 2010           |          |
| Racer 75                                                      | Holzachterbahn, Racing Roller Coaster | Philadelphia Toboggan Coasters | 1975           |          |
| Rapterra                                                      | Wing Coaster                          | Bolliger & Mabillard           | 2025 (im Bau)  |          |
| Reptilian                                                     | Bobachterbahn                         | Mack Rides                     | 1988           |          |
| Tumbili                                                       | 4th-Dimension-Coaster                 | S&S                            | 2022           |          |
| Twisted Timbers                                               | Hybrid Coaster                        | Rocky Mountain Construction    | 2018           |          |
| Woodstock Express                                             | Holzachterbahn, Familienachterbahn    | Philadelphia Toboggan Coasters | 1974           |          |

### Geschlossene Achterbahnen
| Name                       | Typ                                | Hersteller             | Eröffnungsjahr | Schließungsjahr | Weblinks |
| -------------------------- | ---------------------------------- | ---------------------- | -------------- | --------------- | -------- |
| Anaconda                   | Stahlachterbahn mit Inversionen    | Arrow Dynamics         | 1991           | 2024            |          |
| Galaxi                     | Stahlachterbahn ohne Inversionen   | S.D.C.                 | 1975           | 1983            |          |
| Hurler                     | Holzachterbahn                     | International Coasters | 1994           | 2015            |          |
| HyperSonic XLC             | Launched Coaster                   | S&S                    | 2001           | 2007            |          |
| King Kobra                 | Launched Coaster, Shuttle Coaster  | Schwarzkopf            | 1977           | 1986            |          |
| Shockwave                  | Stand-Up Coaster                   | Togo                   | 1986           | 2015            |          |
| Volcano, The Blast Coaster | Launched Coaster, Inverted Coaster | Intamin                | 1998           | 2018            |          |